# ハワイの音楽
ハワイの音楽（ハワイのおんがく）は、ハワイで演奏される伝統的なハワイ民族音楽や、ハワイアン・ポップスを指す。ハワイアン・ミュージック、または単に「ハワイアン」とも呼ばれる。

## 概要
ハワイ民族音楽は、ハワイの伝統文化の主要な要素である。先住ハワイ民族は何世紀もハワイ諸島に居住し、伝統音楽の文化を開花させた。発祥としては宗教的な意味合いも大きく、チャンティング（吟じる）やダンス音楽を多く含む。ハワイの音楽はポリネシアの音楽界全体に大きな影響を与え、民族音楽評論家のピーター・マニュエルによると、ハワイ音楽による影響はポリネシア文化を通しての一大特徴であるとしている。
人口の少ない地域の割に、島外への影響は少なくない。ウクレレやスラックキーギター等の奏法は世界的に有名で、またハワイアン風の音楽はハリウッド映画のサウンドトラックでよく使用されている。またハワイアンをきっかけに、アメリカ合衆国のカントリー・ミュージックへスチールギターが導入された。

## 歴史

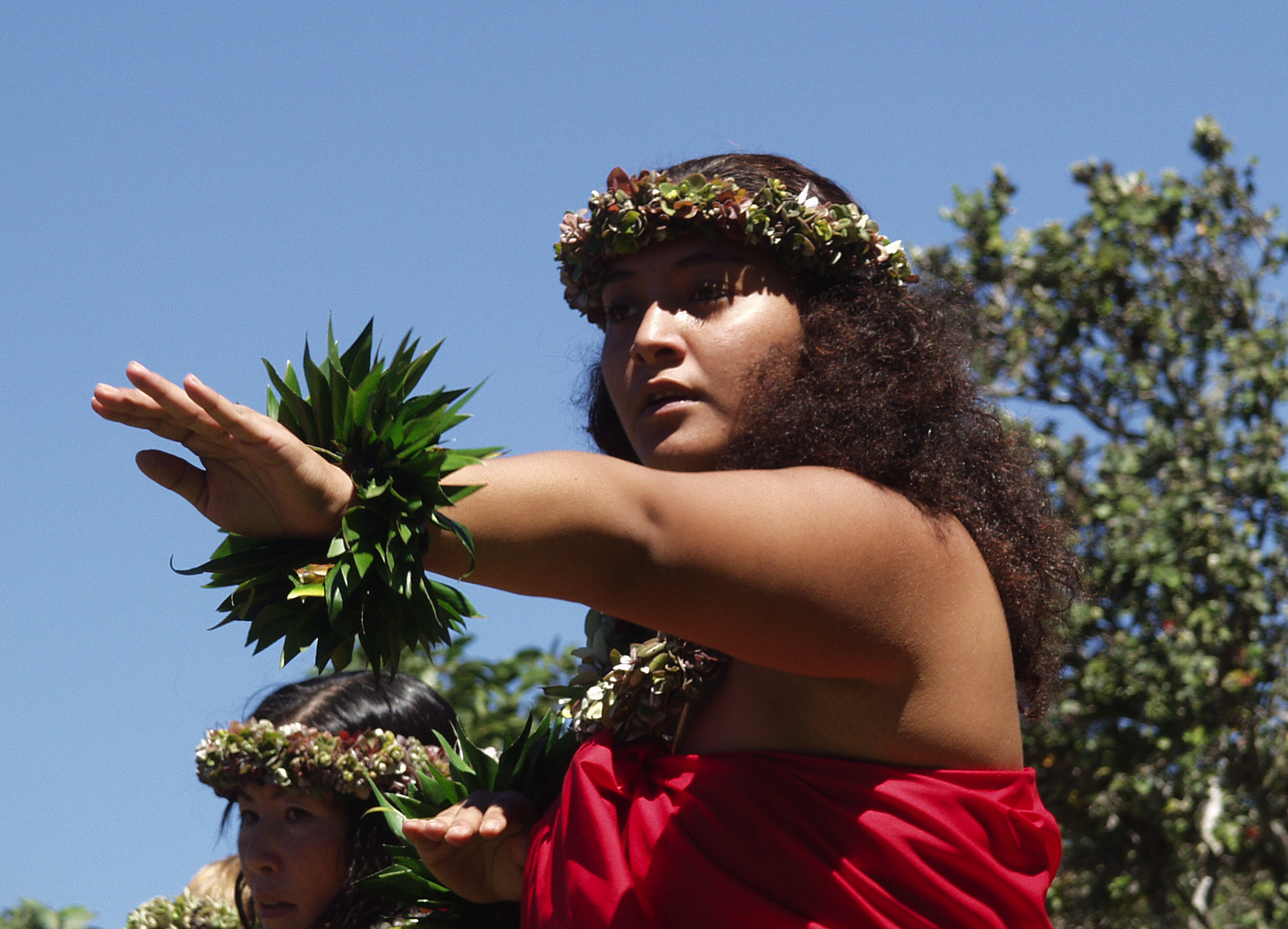
フラを踊る女性

ハワイの伝統舞踊であるフラは、ポリネシア系先住民の伝承や神話を元に、11世紀頃にその歌と踊りが創作された。初期のフラは王家や首長にのみ伝えられ、儀式の際に踊る神聖な舞踊として見られていたが、カアフマヌによってカプの廃止が進められると、その神聖観は否定されるようになる。さらにプロテスタンティズムが浸透し、肌の露出が禁じられるようになり、ムームーの着用が指導されるようになり、伝統舞踊としての基盤が崩壊し、古代の伝統舞踊としてのフラは消滅した。1880年代にカラカウアがフラを復帰させようと試み、西洋音楽の要素と融合され、今日に継承される「モダン・フラ」に至った。
メキシコ人が持ち込んだギターやポルトガル人が伝えた楽器からハワイ原住民が発展させたウクレレが融合され、1890年代にハワイ独特の楽器としてスティール・ギターやスラックキー・ギターが生み出され、1920年ごろまでにこうした弦楽器を弾きながらソロ・ボーカルやコーラスを楽しむ、いわゆるハワイアン・ミュージックの標準的なスタイルが確立された。

## 日本のハワイアン
日本にハワイアンスタイルの音楽が伝播、紹介された起源は不明で、日本からハワイへ移民や出稼ぎに交易が盛んになった明治中期以降では、1933年(昭和8年)ホノルル出身日系2世のバッキー白片が来日。1939年(昭和14年)日本青年館で第1回アロハ・ハワイアンズ発表会を開催し、その後バッキー白片は日本に帰化しバッキー白片とアロハ・ハワイアンズを結成、ハワイアン音楽の普及に努めている。敗戦後、アメリカ兵が持ち込んだハワイアンを日本人ミュージシャンも演奏するようになった。戦時下に敵性音楽として弾圧規制された反動からハワイアン音楽同様にジャズや続くカントリーなどを扱う多くのミュージシャンやバンドが登場している。日本の代表的なハワイアン歌手、ミュージシャンとしては、バッキー白片、灰田有紀彦、灰田勝彦、ポス宮崎、山口銀次、大橋節夫、和田弘とマヒナスターズ、ダニー飯田とパラダイス・キング、ベティ稲田、エセル中田、南かおる、浜れい子、日野てる子らがいた。